# Cúria Antiga
Cúria Antiga (em latim: Curiae Veteres) era um santuário que ficava do lado nordeste do monte Palatino, no rione Campitelli de Roma. Seus restos foram identificados no início da década de 2000 depois de escavações realizadas no local pela Universidade de Roma "La Sapienza" sob a direção de Clementina Panella.

## História
Citada por Varrão e Festo, a Cúria Antiga foi também indicada por Tácito como sendo um dos mais importantes do pomério da época de Rômulo, conhecido como Roma quadrada.
Contudo, seu tamanho ficou pequeno demais para a crescente população da cidade e a "Antiga Cúria" foi substituída pela "Nova Cúria" (em latim: Curiae Novae), a Cúria Hostília. Segundo as fontes, Augusto nasceu tanto "in curiis veteribus" 
quanto "ad capita bubula"; provavelmente os dois lugares eram proximos entre si.

## Localização
Os Catálogos Regionários posicionam a Curiae Veteres na Regio X Palatium da Roma augustana. No passado, sobretudo por causa do texto de Tácito, acreditava-se que ela ficava no canto nordes do Palatino, de frente para a margem setentrional do monte Célio.
Em um ensaio baseado numa análise de alguns fragmentos da Forma Urbis Severiana foi proposto que a Antiga Cúria provavelmente ficava mais para o sul, ao longo da moderna Via di San Gregorio, mais ou menos no local da entrada para a área arqueológica do Palatino.
Nas imediações da Cúria Antiga provavelmente ficava o "Vico da Cúria" em latim: Vico Curiarum), citado na Base Capitolina.